# Istorsk
Istorsk (Arctogadus glacialis) är en torskfisk som finns i västra Arktis.

## Utseende
Arten har tre ryggfenor, två analfenor  och en något urgröpt stjärtfena, alla mörkfärgade, liksom bröstfenorna och den brunaktiga ryggen. Resten av kroppen är mer eller mindre silverfärgad. Till skillnad från många andra torskfiskar saknar den, eller har på sin höjd rudimentär skäggtöm. Den är en relativt liten torskfisk; som mest kan den bli drygt 32 cm lång.

## Vanor
Istorsken är en pelagisk art, som föredrar kalla, delvis istäckta vatten, vanligen långt från kusten, där den lever från ytan ner till 1 000 m. Födan består av fiskar, framför allt polartorsk, och kräftdjur.

### Fortplantning
Litet är känt om artens parningsvanor; den blir emellertid könsmogen vid 3 till 4 års ålder.

## Kommersiellt utnyttjande
Ett mindre kommersiellt fiske bedrivs, framför allt av norska fiskeflottor. Den används huvudsakligen som industrifisk (fiskmjöl och -olja), men endast i liten utsträckning som människoföda.

## Utbredning
Istorsken finns i Arktis och nordöstra Atlanten. Den är vanligast i västra Arktis samt kring nordvästra och nordöstra Grönland; den förekommer emellertid även utanför nordöstra Sibirien.